# Joseph Sifakis

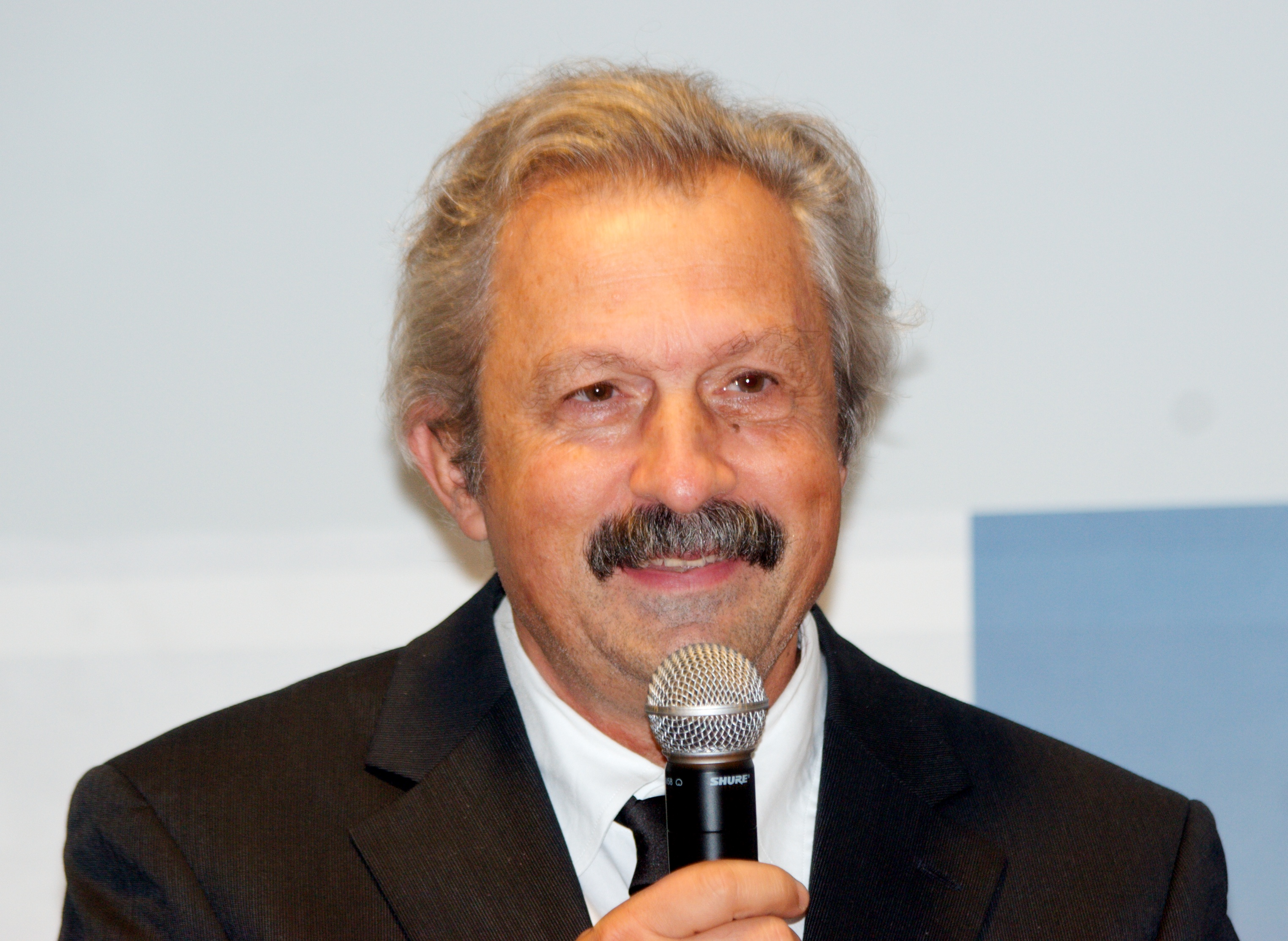
Joseph Sifakis 2008

Joseph Sifakis (griechisch Ιωσήφ Σηφάκης; * 26. Dezember 1946 in Iraklio, Kreta) ist ein griechisch-französischer Informatiker und Turing-Preisträger. Er trug wesentlich zum Aufkommen der Modellprüfung und deren Verbreitung in der Industrie bei.

## Leben
Sifakis studierte Elektrotechnik an der Nationalen Technischen Universität Athen und wurde mit einem französischen Stipendium an der Universität Joseph Fourier Grenoble I in Informatik promoviert.
Er arbeitet in Grenoble für das von ihm mitgegründete und von 1993 bis 2006 geleitete Verimag-Labor des Centre national de la recherche scientifique. Dort ist er Forschungsleiter im Bereich verteilte und komplexe Systeme und forscht insbesondere an komponentenbasiertem Design, Modellierung und Analyse von Echtzeitsystemen, mit Fokus auf Correct-by-construction-Techniken. Er ist auch Träger der CNRS-Silbermedaille 2001.
Außerdem ist er Leiter des CARNOT-Instituts für intelligente Software und Systeme in Grenoble und einer der Vorsitzenden von ARTEMISIA, dem Industrieverband innerhalb der europäischen Embedded-Systems-Technologieplattform ARTEMIS.
Sifakis ist wissenschaftlicher Koordinator der europäischen Exzellenznetzwerke Artist2 und ArtistDesign zur Forschung im Bereich eingebetteter Systeme und hat mit Edmund M. Clarke, Robert Kurshan und Amir Pnueli die International Conference on Computer Aided Verification gegründet. Weiter ist er Mitglied mehrerer redaktioneller Beiräte wissenschaftlicher Zeitschriften.

## Auszeichnungen
2007 erhielt Sifakis zusammen mit Edmund M. Clarke und Allen Emerson, von denen unabhängig er ab 1981 an der Modellprüfung gearbeitet hat, den Turing Award, und wird damit für seine Pionierarbeit sowohl auf theoretischem als auch praktischem Gebiet der Spezifikation und Verifizierung paralleler Systeme geehrt. Im Jahr darauf ernannte Nicolas Sarkozy ihn zum Grand Officier des Ordre national du Mérite. Seit 2008 ist er Mitglied der Academia Europaea. Seit 2011 ist er Mitglied der Académie des sciences. 2015 wurde er in die American Academy of Arts and Sciences gewählt, 2017 in die National Academy of Engineering und 2024 zum Mitglied der National Academy of Sciences.